# Аккайинський сільський округ
Аккайи́нський сільський округ (каз. Аққайың ауылдық округі, рос. Аккайынский сельский округ) — адміністративна одиниця у складі району Магжана Жумабаєва Північноказахстанської області Казахстану. Адміністративний центр — село Октябрське.
Населення — 838 осіб (2021; 1432 у 2009, 2328 у 1999, 3196 у 1989).
Станом на 1989 рік існували Гавринська сільська рада (села Гаврино, Заросле) та Октябрська сільська рада (села Мічуріна, Октябрське, Суворовка, Хлібороб). 2013 року до складу округу увійшла територія ліквідованого Гавринського сільського округу. До 2018 року округ називався Октябрським. Село Мічуріно було ліквідовано 2024 року.

## Склад
До складу округу входять такі населені пункти:
| Населений пункт  | Старі назви | Населення, осіб (1989) | Населення, осіб (1999) | Населення, осіб (2009) | Населення, осіб (2021) |
| ---------------- | ----------- | ---------------------- | ---------------------- | ---------------------- | ---------------------- |
| Гаврино, село    | -           | 892                    | 643                    | 327                    | 126                    |
| Заросле, село    | -           | 254                    | 218                    | 100                    | 30                     |
| Мічуріно, село   | Мічуріна    | 226                    | 203                    | 105                    | 21                     |
| Октябрське, село | -           | 1175                   | 776                    | 585                    | 425                    |
| Суворовка, село  | -           | 313                    | 237                    | 74                     | 38                     |
| Хлібороб, село   | -           | 336                    | 251                    | 241                    | 198                    |